# Мочарське сільське поселення
Моча́рське сільське поселення (чув. Мучар ял тăрăхĕ, рос. Мочарское сельское поселение) — муніципальне утворення у складі Ядринського району Чувашії, Росія. Адміністративний центр — присілок Нижні Мочари.

## Склад
До складу поселення входять такі населені пункти:
| Населений пункт         | Населення, осіб (2010) |
| ----------------------- | ---------------------- |
| Верхні Мочари, присілок | 213                    |
| Заштраночна, присілок   | 25                     |
| Мале Чурашево, село     | 41                     |
| Нижні Мочари, присілок  | 327                    |
| Чиганари, село          | 277                    |
| Шоркіно, присілок       | 45                     |